# Potter (Wisconsin)
Pour les articles homonymes, voir Potter.
Potter est un village du comté de Calumet, dans l'État du Wisconsin, aux États-Unis. En 2020, il comptait une population de 244 habitants.